# Elachanthus
Elachanthus é um género botânico pertencente à família Asteraceae.